# آگهی ترحیم
آگهی ترحیم یا اعلامیهٔ فوت دعوتنامه‌ای است از جانب صاحبان عزا و اقوام نزدیک متوفی برای دعوت از دوستان و آشنایان وی به‌ منظور شرکت در مراسم عزاداری. آگهی فوت ممکن است توسط یکی از عزاداران به‌شکل یک اعلامیهٔ مستقل منتشر شود یا در یک روزنامه یا نشریه چاپ شود. به‌هرحال، اصلی‌ترین کاربرد این اعلامیه‌ها، اطلاع‌رسانی از مرگ و زمان و مکان اجرای مراسم عزاداری است.

## تاریخچه
به‌درستی مشخص نیست که نخستین آگهی‌های ترحیم در چه زمانی منتشر شده‌اند. در اروپای قرن شانزدهم، آگهی‌های ترحیم ساده‌ای در مطبوعات درج می‌شدند. این آگهی‌ها فقط شامل نام، تاریخ تولد و مرگ و علت مرگ بودند. همچنین نام بستگان متوفی هم در این آگهی‌ها درج می‌شد. از اواخر قرن نوزدهم، روزنامهٔ تایمز اقدام به نشر آگهی‌های مفصل‌تری شامل شعر، زندگی‌نامه یا دعایی کوتاه برای متوفیان کرد.
در گذشته، اغلب آگهی‌های ترحیم سیاه‌وسفید، دست‌نویس و گاه دارای غلط‌های املایی و انشایی بودند. از اوایل قرن بیستم، پیشرفت صنعت چاپ و ایجاد امکان چاپ تصویر متوفی، به رونق آگهی‌های فوت کمک کرد. امروزه، با پیشرفت فناوری چاپ و امکان چاپ تصاویر رنگی از متوفی، آگهی‌های فوت نیز چهرهٔ دیگری یافته‌اند. علاوه بر آن، از اواخر دههٔ ۱۹۹۰، نشر اینترنتیِ این‌گونه آگهی‌ها نیز به امکانات جدید افزوده شده‌است.

## حاشیه‌ها

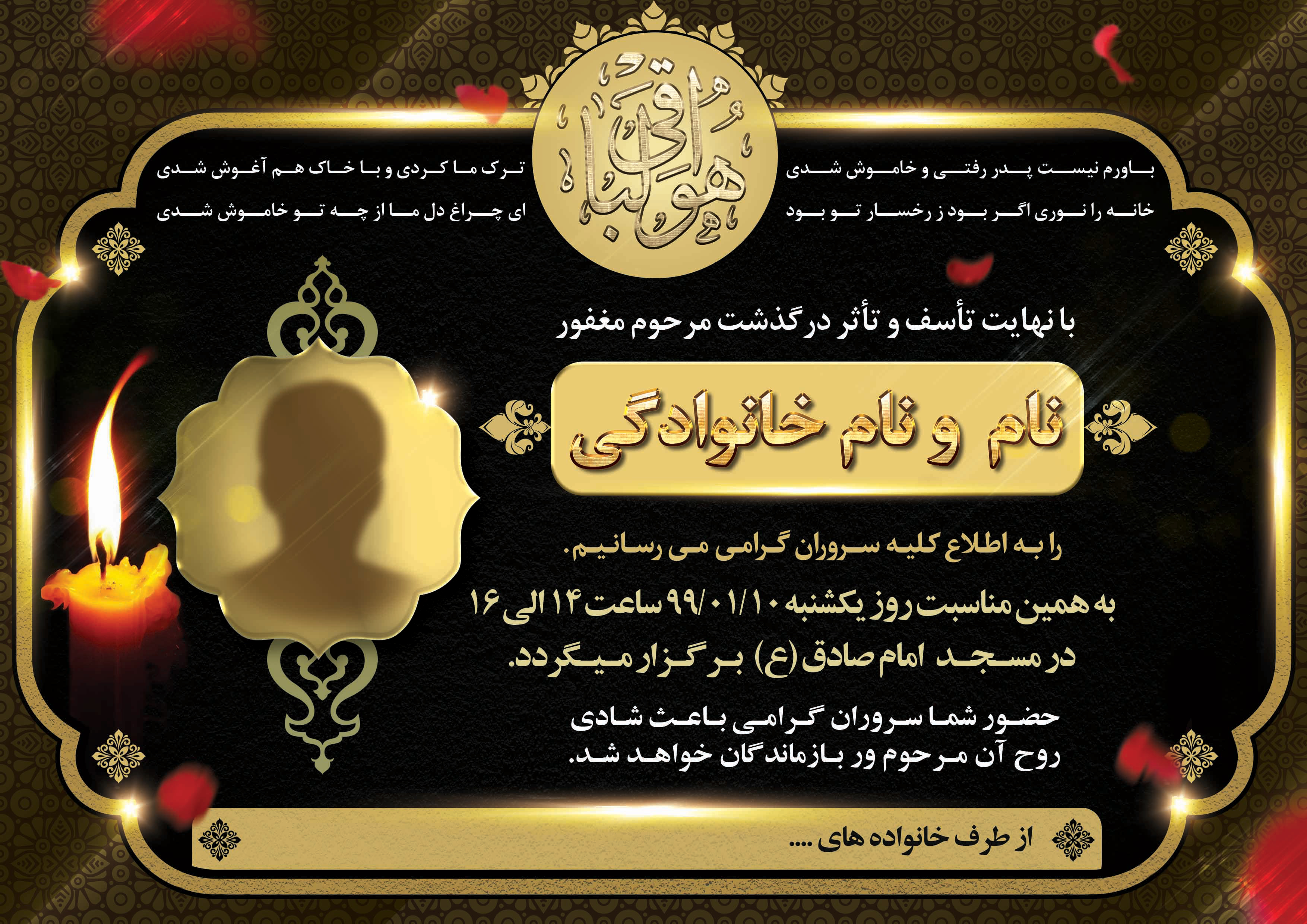
نمونه یک آگهی ترحیم

در ایران، گاهی چاپ آگهی ترحیم دست‌مایهٔ اغراض سیاسی شده‌است. همچنین، یک تحقیق مستقل فرهنگی نشان می‌دهد که در آگهی‌های ترحیم در ایران، نام بستگان مؤنثِ متوفی به‌عنوان صاحب عزا درج نمی‌شود. جمع‌آوری مجموعه آگهی‌های فوت نیز سرگرمی برخی به‌شمار می‌رود.

## شعر آگهی ترحیم و یادبودی
به‌طور معمول در بالای برگهٔ آگهی ترحیم، یک شعر کوتاه که معمولا از دو بیت تشکیل شده‌است قرار میگیرد. این شعر با توجه به جایگاه فرد متوفی در خانواده تعیین می‌شود. اگر آگهی ترحیم برای پدر خانواده باشد از شعر های مربوط به پدر استفاده می‌شود.
مضمون این شعر همواره فقدان و از دست دادن عزیزی می‌باشد که گاه با مضامین مذهبی نیز ترکیب می‌شود و همچنین اگر این شعر برای مراسم چهلم یا سالگرد باشد باشد، از جملات مربوط به این مراسم در آن درج می‌شود. 
معمولا مضمون شعرهای آگهی ترحیم با شعرهایی که بر روی سنگ قبر یا صفحه های یادبود روی کتاب دعا نوشته می شوند، یکی می باشند.
از این نوع شعر ها در صفحه های یادبود مجازی که برای درگذشتگان ایجاد می شود نیز استفاده می کنند. در این نوع سایت ها می توانید یک صفحه مجازی رایگان برای مرده ایجاد کنید. در این صفحات معمولا شعر و متن یادبودی به همراه عکس و مشخصات مرحوم درج شده است. هر بازدید کننده از صفحه یادبود مجازی به تعداد دلخواه صلوات و فاتحه برای مرحوم قرائت می کند. ثواب گوش دادن به قرآن، دعا و زیارتنامه‌هایی که در این صفحات می‌باشد نیز به مرحوم می‌رسد.